# Parque Patricios (stacja metra)
Parque Patricios – stacja metra w Buenos Aires, na linii H. Znajduje się za planowaną stacją Hospitales, a stacją Caseros. Otwarcie stacji nastąpiło 4 października 2011.